# عقد لمفاوية رقبية عميقة علوية
العقد اللمفاوية الرقبية العميقة العلوية تقع تحت لعضلة القصية الترقوية الحلمية قريبة من العصب الإضافي والوريد الوداجي الباطن. بعض العقد تقع أمام الوعاء وبعضها خلفه.